# صهبا شرافتی
صهبا شرافتی (زاده ۸ مهر ۱۳۷۷)، بازیگر ایرانی تلویزیون است. وی در مجموعه تلویزیونی نون خ، حضور داشته است.

## زندگی
«بازخوردها بعد از فصل دوم خیلی عالی بود، مردم خیلی محبت داشتند و همه مرا حتی از زیر ماسک هم می‌شناختند. برایم هم جالب بود که یک سؤال همیشگی از من می‌پرسیدند و آن، این بود که در واقعیت همین قدر خشمگین هستم یا نه!؟ و من باید به همه توضیح می‌دادم که واقعیت با آنچه در سریال نمایش داده می‌شود فرق دارد.»

— صهبا شرافتی در گفتگو با خبرآنلاین
صهبا شرافتی زاده ۸ مهر ۱۳۷۷ در تهران است. خانواده وی اهل سقز در کردستان است. او در یکی از استوری‌هایش اخیراً خود را اکسوال معرفی کرده. اکسوال اصطلاحاً به طرفداران گروه موسیقی اکسو گفته می‌شود که یک بَند کره ای- چینی است و در سال ۲۰۱۱ توسط شرکت اس ام اینترتینمت تشکیل شد، او مسلط به زبان کره ای می باشد.

## حرفه
صهبا از کودکی به بازیگری علاقه داشت و مدام برای فیلم‌های مختلف تست می‌داد و حداکثر به عنوان بازیگر فرعی یا سیاهی لشکر پذیرفته می‌شود تا این که مصطفی تنابنده (مشاور کارگردان) برای سریال نون. خ از او تست گرفت و سعید آقا خانی (کارگردان) هم پذیرفت در این مجموعه، نقش «روناک»، خواهر زاده نورالدین خانزاده را بازی می‌کند.
تکه کلام «دوغ یا نوشابه» وی در این مجموعه مدتی در شبکه‌های مجازی دست به دست می‌شد و علاوه بر تلویزیون تعداد بیشتری آن را دیدند و معروف شد.یدالله شادمانی در نقش پدر روناک بازی می‌کند.
صهبا شرافتی در مورد علاقه‌اش به بازیگری می‌گوید:
| « | زمان پخش سریال قهوه تلخ بچه بودم، فکر می‌کنم حدود ده سال داشتم که به بازیگری علاقه‌مند شدم. در مدرسه تئاتر کار می‌کردم و مورد تشویق قرار می‌گرفتم. در خانه فیلم می‌گذاشتم و تلاش می‌کردم جای شخصیت‌ها بازی کنم تا وقتی مقابل دوربین می‌روم راحت و باورپذیر باشم. همچنین سر پروژه‌های مختلف می‌رفتم، تست می‌دادم و می‌گفتند تو استعداد داری. «نون خ» اما اولین تجربه من بود که به صورت جدی و با نقش پررنگ مقابل دوربین رفتم. قبل از این با نقش‌های کوتاه یا به عنوان هنرور در سریال‌ها و فیلم‌ها حضور داشتم. رفتم دفتر سریال و آقای تنابنده، مشاور کارگردان از من تست گرفتند، آن را به آقای آقاخانی نشان دادند و به این ترتیب پذیرفته شدم. راستش تلویزیون و سینما را دوست دارم، ولی همیشه علاقه داشتم با تلویزیون شروع کنم چون تلویزیون مخاطبان بیشتری دارد و خواه ناخواه مردم پای آن می‌نشینند. | » |
|   | |   |

### نقش روناک
روناک، دختر خواهر نورالدین خانزاده است که با منطق در سفر بودن والدینش در خانه دایی مانده و با ماجراهای خانواده او همراه شده است. این شخصیت حامی آقای «نون خ» و مدافع اوست، ویژگی‌هایی مشابه کژال دارد و گویی در نبود شخصیت او جایش را در قصه پر کرده است. دور از ذهن هم نیست و می‌شود انگار جدی و قلدر بودن در برخی دختران این خانواده موروثی است.
صهبا شرافتی در نقش روناک فضا را از بقیه خانم‌ها - خصوصاً هدیه بازوند و ندا قاسمی - می‌گیرد صد البته این به خاطر خشونت حاکم بر نقشش نیز هست. و غیرت و حساسیتش روی دختر دایی‌هایش از ویژگی‌های اصلی اوست در فصل سه دلیل حضور او در قصه و این که چرا او با دایی و دختردایی‌هایش زندگی می‌کند، بیشتر پرداخته می‌شود.

## مجموعه تلویزیونی

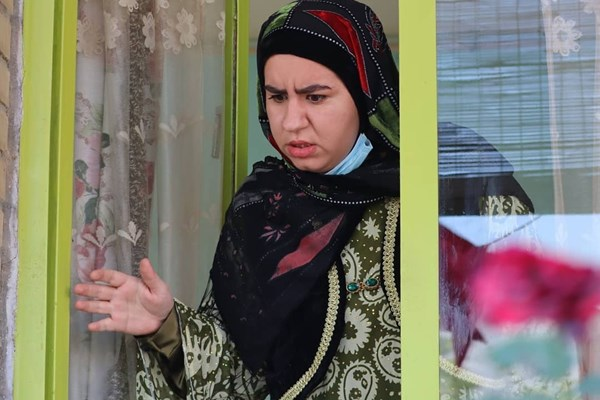
شرافتی در نقش روناک در سریال «نون خ ۳»

| سال  | نام سریال   | کارگردان     | نقش   | شبکه |
| ---- | ----------- | ------------ | ----- | ---- |
| ۱۳۹۹ | نون خ ۲     | سعید آقاخانی | روناک | یک   |
| ۱۴۰۰ | نون خ ۳     | سعید آقاخانی | روناک | یک   |
| ۱۴۰۱ | آزادی مشروط | مسعود ده‌نمکی | ناهید | یک   |
| ۱۴۰۲ | نون خ ۴     | سعید آقاخانی | روناک | یک   |
| ۱۴۰۳ | نون خ ۵     | سعید آقاخانی | روناک | یک   |